# Dème de Gerónthres
Le dème de Gerónthres, en grec moderne : Δήμος Γερονθρών / Dímos Geronthrón, est un ancien dème du district régional de Laconie, en Grèce. Depuis 2010, il est fusionné au sein du dème de l'Eurotas.
Selon le recensement de 2011, la population du dème compte 1 793 habitants.